# Rhus pachyrrhachis
Rhus pachyrrhachis là một loài thực vật có hoa trong họ Đào lộn hột. Loài này được Hemsl. miêu tả khoa học đầu tiên năm 1879.